# Pectis serpyllifolia
Pectis serpyllifolia là một loài thực vật có hoa trong họ Cúc. Loài này được Less. mô tả khoa học đầu tiên năm 1831.